# あさきゆめみし
『あさきゆめみし』は、大和和紀による日本の漫画。『源氏物語』を漫画化したもの。月刊『mimi』（講談社）で1979年12月号から不定期に連載され、のち『mimi Excellent』に移って同誌27号（1993年）で完結した。

## 紹介
単行本（講談社コミックスmimi、全13巻）をはじめ、大型版（全7巻）、文庫版（全7巻）、完全版（全10巻）が度々出版されている。近年では、大和和紀の画業55周年とKiss（講談社）創刊30周年を記念し、2021年12月13日から2022年2月10日にかけ、新装版全7巻が刊行された。
ポストカード、カレンダー等多くのグッズも出されたが、手に入りにくいものも多い。2021年11月時点でシリーズ累計発行部数は1800万部を突破している。また、海外向けに各言語に翻訳されている。
児童文学の講談社青い鳥文庫（全5巻、時海結以）で『宇治十帖』を除く部分が小説化されている。2000年に宝塚歌劇団の出演で舞台化された。2013年にはUULAにて、漫画に音声・特殊効果を加え映像化されたムービーコミックが配信されている。

## 概要
- 『宇治十帖』を含む『源氏物語』54帖がおおむね忠実に描かれており、平安朝の生活様式などを詳細に調べて漫画化している。古典でも特に著名な『源氏物語』の世界を漫画という形で平易に視覚的理解を助け、古典への興味を持たせた功績は今なお大きい。大手予備校の書棚に置かれるなど古典受験生必携の書ともなっている。そのため、受験対策や親から子へのプレゼントのため、毎年12月と4月に重版がかかる[3]。また、『源氏物語』現代語訳を手がけた瀬戸内寂聴も高く評価している[4]。
- 全体の筋はほぼ原作どおりであるが、読者に『源氏物語』を少女漫画として読ませるため、出だしは桐壺帝と桐壺更衣の馴れ初めからオリジナルとして描かれている。それは少女漫画の読者に『源氏物語』を難しいと決めつけられないため、原作を知らない人にもこれは面白いかもしれないという導入部が必要だったためであるが、他にも光源氏と幼い紫の上の出会いや空蝉の結婚の経緯、朝顔の姫君の母の逸話など、原作や当時の常識とはかけ離れた独自のエピソードもある。また逆に、『宇治十帖』では玉鬘の後日談（「竹河」）や女一宮を巡る話など、いくつかのエピソードが省略されている。[5]
- 花散里が原作では痩せてみすぼらしいと表現されているのにかかわらず、非常に豊満な女性として描いたのは、現代ではスレンダーであることがスタイルが良いというプラス評価となったため、ちょっと格好の悪い相手というイメージを出すには逆に太らせた方が良いと判断したことによる（平安時代はむしろふくよかな方が美しいとされた）。
- 円地文子の訳をメインにしているが、紫の上が源氏を「お兄さま」と呼び、葵の上が源氏に「いってらっしゃいませ」と言い、また髭黒と玉鬘の初夜の場面など、田辺聖子の創作を流用している場面が多く、絵も田辺の新源氏物語 (田辺聖子)の挿絵を担当した岡田嘉夫の作品に類似するものが多く見られる。源氏が去った後、藤壺が几帳を手に捉え、袖を口元に当て涙する場面などそのままである。

### 漫画化にあたって作者が苦労した点
- 原作には「源氏が女君のところに行ってあれこれした」というように、表現があいまいにしか書かれていない。そのため、読者や訳者が曖昧な部分を具体的に考える必要があった。また、連載開始当時参考になったのは国宝・源氏物語絵巻くらいで、まだ資料が少なかった。実際に京都御所に行って写真を撮ったりはしたが、現代の御所は書院造りになっているなど当時とは異なる上に、几帳や建物の実際の大きさや十二単の動きなどもわかり辛く、絵にするのはアシスタントと共に苦労した[6]。
- 連載当時に比して徐々に資料が増えたことで新たに明らかになった箇所もあり、後年次々と発行された単行本類では、場所や人物の呼称など、セリフの一部が修正されている。
- 人物についても、事細かに人物の風貌に関する描写があるのは空蝉や末摘花くらいで、美人についての詳細な表現は少ない（誰かに似ているか、または「いとし」「なつかし」と簡単な形容ですまされている）。『源氏物語』は、光源氏が亡き母に似る藤壺を慕う想いからその女性遍歴が始まったので、当然桐壺と藤壺、紫の上は似ている。さらに同じ血を引く光源氏と夕霧、冷泉帝も似ている。しかも、源氏と藤壺は姉弟のように似ていると書かれている。またこの他、夕顔・玉鬘は母子、『宇治十帖』の大君・中君・浮舟は姉妹で皆似ているという設定と、全体的に登場人物が同じ血縁関係の似た者ばかりとなっている。しかも、現代と違って髪型や服装のバリエーションが少ない。そのため、場面が変わるごとに、なるべく科白の最初に「葵の上」「紫の上」と呼びかけを入れるようにしたが、読者からは「顔が皆同じに見え、わかりにくい」という指摘も多かった。

### 制作秘話
デビュー間もない武内直子が一度だけアシスタントとして参加したが、大和和紀自身は覚えていない。

## 書誌情報

### 単行本
- 大和和紀 『あさきゆめみし』 講談社〈講談社コミックスmimi〉、全13巻
  1. 1980年11月15日第1刷発行、ISBN 4-06-108960-9
  2. 1981年10月15日第1刷発行、ISBN 4-06-108961-7
  3. 1982年9月14日第1刷発行、ISBN 4-06-108962-5
  4. 1983年5月14日第1刷発行、ISBN 4-06-108963-3
  5. 1984年7月14日第1刷発行、ISBN 4-06-170056-1
  6. 1985年11月14日第1刷発行、ISBN 4-06-170057-X
  7. 1986年12月13日第1刷発行、ISBN 4-06-170058-8
  8. 1987年12月12日第1刷発行、ISBN 4-06-170059-6
  9. 1989年1月13日第1刷発行、ISBN 4-06-170225-4
  10. 1990年1月13日第1刷発行、ISBN 4-06-170269-6
  11. 1991年7月13日第1刷発行、ISBN 4-06-170329-3
  12. 1992年7月13日第1刷発行、ISBN 4-06-170389-7
  13. 1993年7月13日第1刷発行、ISBN 4-06-327422-5

### 愛蔵版
- 大和和紀 『あさきゆめみし 豪華愛蔵版』 講談社〈講談社コミックスmimi〉、全7巻
  1. 「-星の章-」1987年10月16日発売、ISBN 4-06-100334-8
  2. 「-花の章-」1988年4月20日発売、ISBN 4-06-100335-6
  3. 「-炎の章-」1988年12月8日発売、ISBN 4-06-100336-4
  4. 「-月の章-」1989年11月14日発売、ISBN 4-06-100337-2
  5. 「-風の章-」1990年11月30日発売、ISBN 4-06-100338-0
  6. 「-水の章-」1991年7月25日発売、ISBN 4-06-100339-9
  7. 「-霧の章-」1992年2月10日発売、ISBN 4-06-100340-2

### 文庫版
- 大和和紀 『あさきゆめみし』 講談社、全7巻
  1. 2001年8月3日初版発行、ISBN 4-06-360050-5
  2. 2001年8月3日初版発行、ISBN 4-06-360051-3
  3. 2001年8月3日初版発行、ISBN 4-06-360052-1
  4. 2001年8月3日初版発行、ISBN 4-06-360053-X
  5. 2001年8月3日初版発行、ISBN 4-06-360054-8
  6. 2001年8月3日初版発行、ISBN 4-06-360055-6
  7. 2001年8月3日初版発行、ISBN 4-06-360056-4

## 主な関連出版
- 『あさきゆめみし 大和源氏の世界を徹底解析』宝島社 Perfect Book、2003年／宝島社文庫、2008年
  - 新編『源氏物語 あさきゆめみしの世界　大和和紀画業50周年記念』宝島社、2016年
- 『あさきゆめみし絵巻』上・下、講談社、1993年、新装版2016年。大和和紀画集
- 『あさきゆめみし　源氏物語』全5巻、時海結以、講談社青い鳥文庫、2008年。小説版
- 『大和和紀『あさきゆめみし』と源氏物語の世界』平凡社【太陽の地図帖】、2023年

## 実写映像化・舞台化
2000年にタイトル・プロデュースの配給で『源氏物語 あさきゆめみし Lived in A Dream』のタイトルで実写映画（ただしオリジナルビデオ）として宝塚歌劇団、NHKエンタープライズにより映像化され、NHK BS2にて同年3月19日に放送。また、同年から宝塚歌劇団により『源氏物語 あさきゆめみし』や『源氏物語 あさきゆめみしII』としてミュージカル化されている。

## 幻のテレビアニメ化
2009年1月よりノイタミナ枠にてテレビアニメ化が企画されたが、『源氏物語』自体を原案とするオリジナル作品（『源氏物語千年紀 Genji』）に企画変更となった。

## ムービーコミック化
2013年にUULAにて配信された。サービス終了に伴い、配信も終了。
キャスト
- 光源氏 - 中村悠一
- 藤壺 / 紫の上 - ゆかな
- 弘徽殿 - 横尾まり
- 葵の上 - 牧野芳奈
- 朧月夜 / 夕顔 - 桃森すもも
- 桐壷の更衣 / 末摘花 - 沼田芙由美
- 六条の御息所 - 渡辺智美
- 桐壺帝 - 目黒光祐
- 頭の中将 - 井上剛
- 左大臣 - 高田べん
- 惟光 - 松田真一
- 兵部卿の宮 - 若杉亨

主題歌
- 森恵「彼方-Piano version-」